# Istituto Luce
L'Istituto LUCE (L'Unione Cinematografica Educativa) è stata una società per azioni italiana, creata nel 1924 durante il ventennio fascista.
Celebre per esser divenuta un potente strumento di propaganda del regime fascista, è la più antica istituzione pubblica destinata alla diffusione cinematografica a scopo didattico e informativo del mondo.

## Storia
All'origine della fondazione dell'Istituto LUCE vi è una piccola impresa cinematografica privata promossa dal giornalista Luciano De Feo nell'intento di sviluppare l'educazione della popolazione italiana analfabeta attraverso le immagini (da qui l'acronimo LUCE, che significa L'Unione Cinematografica Educativa).

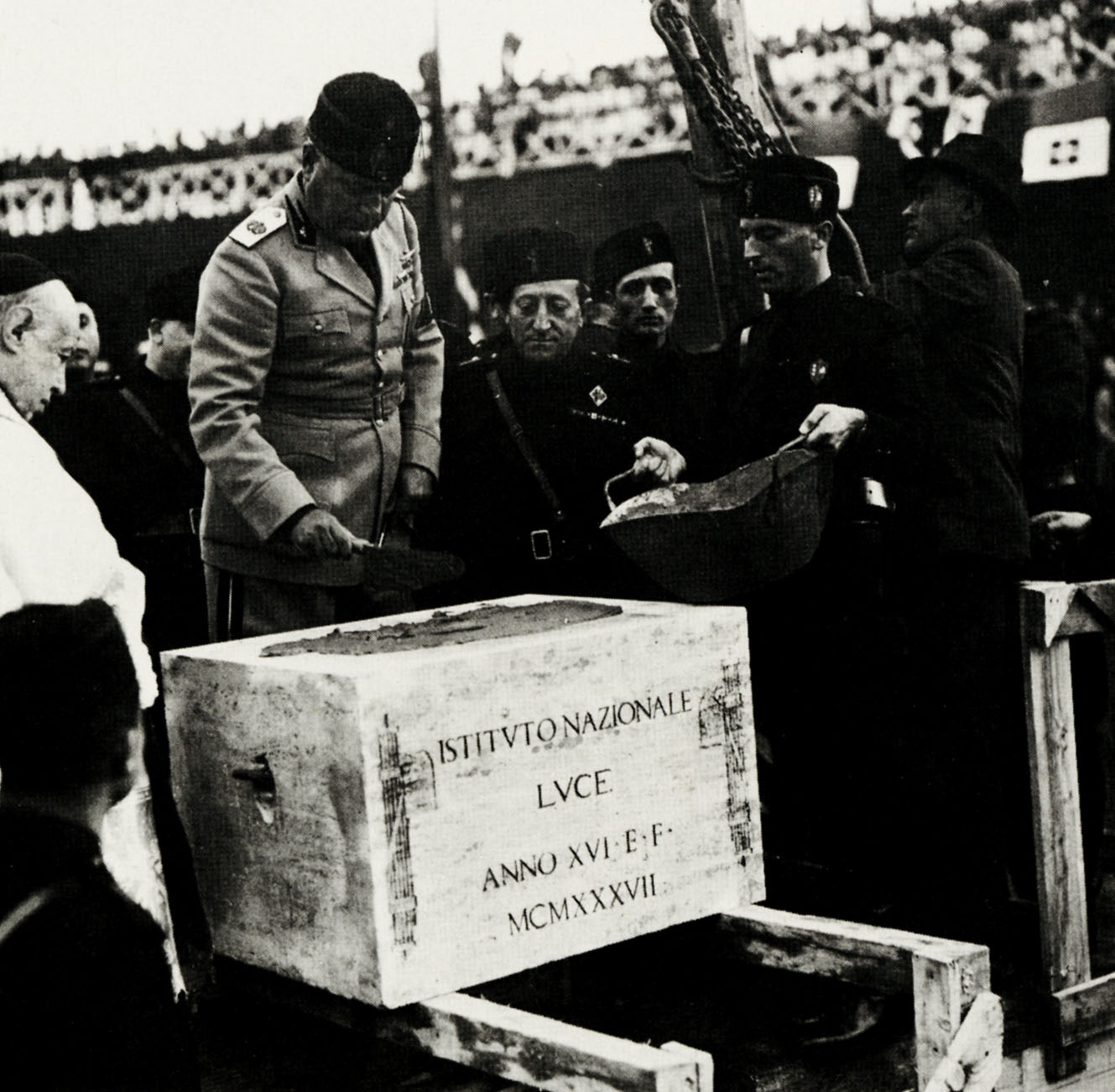
Mussolini mentre colloca la prima pietra dell'edificio, 1937

Il LUCE venne istituito da Benito Mussolini con qualità di ente morale di diritto pubblico con il regio decreto-legge n. 1985 del 5 novembre 1925, a sostituire la precedente Società Anonima L.U.C.E.
Nel luglio 1925 la Presidenza del Consiglio dei ministri dirama una circolare ai ministri dell'Interno, della Pubblica Istruzione, dell'Economia e delle Colonie, invitandoli a servirsi esclusivamente dell'organizzazione tecnica del LUCE a scopi educativi e propagandistici.
Nello statuto di fondazione del LUCE, la finalità dell'Istituto era volta alla «diffusione della cultura popolare e della istruzione generale per mezzo delle visioni cinematografiche, messe in commercio alle minime condizioni di vendita possibile, e distribuite a scopo di beneficenza e propaganda nazionale e patriottica».
Nel 1927 viene creato il cinegiornale Giornale LUCE, destinato a venire proiettato obbligatoriamente in tutti i cinema d'Italia prima della proiezione dei film. In Italia i Cinegiornali LUCE possono considerarsi antecedenti del telegiornale.
Nel 1935 l'Istituto LUCE dà vita all'Ente nazionale industrie cinematografiche (ENIC), entrando direttamente nella produzione cinematografica: uno dei primi film prodotti è il colossal Scipione l'Africano di Carmine Gallone. Nel 1936 il LUCE cessa di dipendere direttamente dal Capo del Governo per passare al Ministero della cultura popolare; nello stesso anno si dà il via alla costruzione della nuova sede dell'Istituto accanto alle strutture di Cinecittà e del nascente Centro sperimentale di cinematografia.
A partire dal dopoguerra l'Istituto LUCE si occupa della produzione di numerosi documentari e di film, diretti, tra gli altri, da Pupi Avati, Marco Bellocchio, Claude Chabrol, Liliana Cavani, Mario Monicelli, Ermanno Olmi ed Ettore Scola.

## Sede

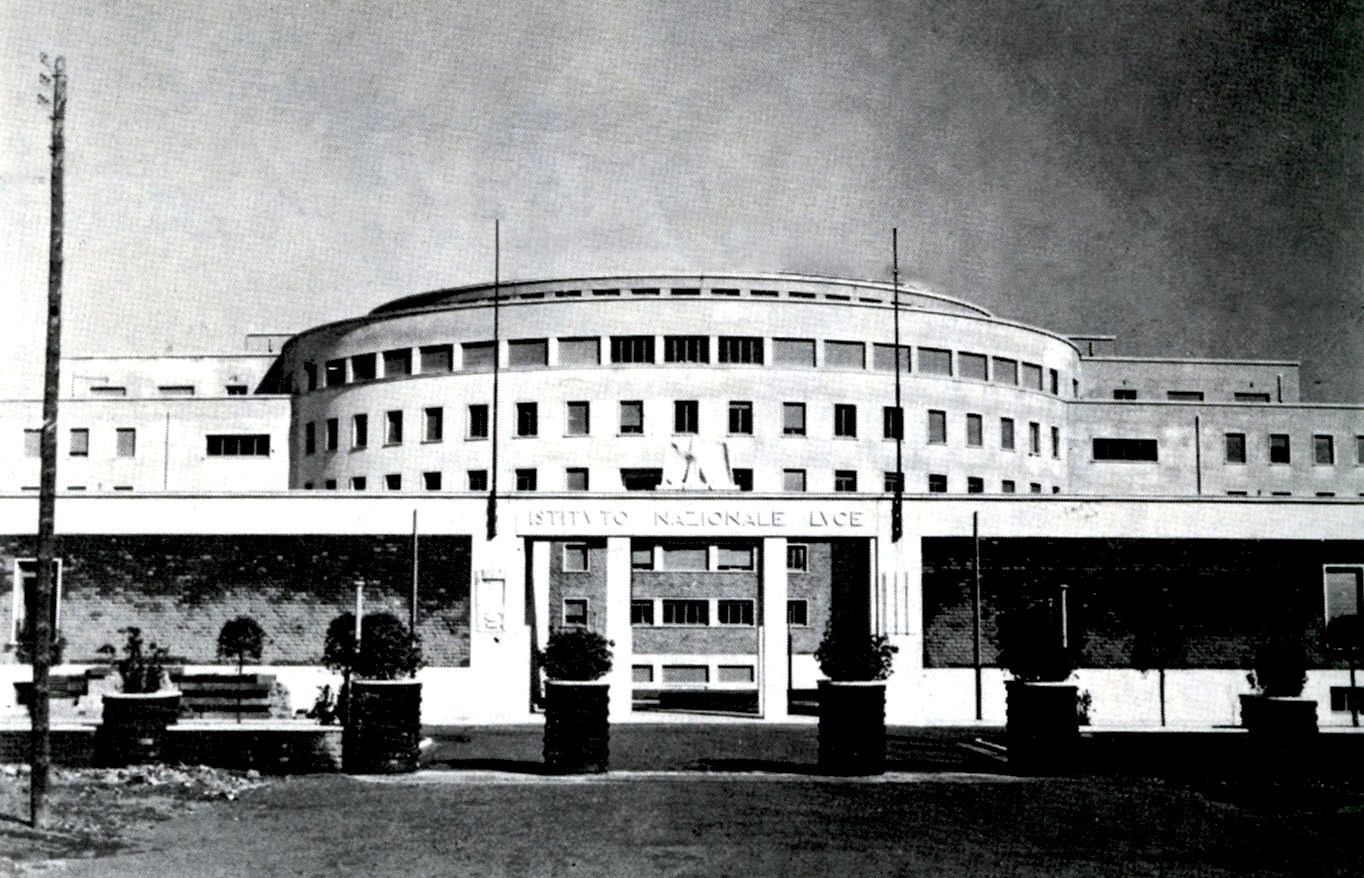
La sede dell'istituto

Nel 1937 viene inaugurata, nella zona del Quadraro - nell'attuale piazza Cinecittà - la sede dell'Istituto Nazionale LUCE. Il progetto iniziale, ideato dagli architetti Clemente e Andrea Busiri Vici e da Rodolfo Rustichelli, venne selezionato da una commissione composta dai presidenti dell'Istituto, dell'Opera Nazionale Combattenti, dell'Istituto Nazionale delle Assicurazioni, dell'Istituto nazionale della previdenza sociale, e altri. Si tratta di un edificio a forma semicilindrica, attorniato da altri palazzi. Gli avancorpi contenevano le sale di sincronizzazione e i reparti fotografici; l'edificio centrale i laboratori tecnici e gli uffici della direzione generale, la presidenza, i magazzini deposito pellicole. Era presente poi un'autorimessa con 50 posti auto e la palazzina del dopolavoro. Il tutto, secondo un concetto moderno di campus poi ripreso, nell'immediato dopoguerra, da centri di produzione video e audio quali quello de La Settimana Incom e della RCA Italiana.
Pesantemente colpito da bombardamenti alla fine del conflitto, nonostante il suo profondo legame con la fase più alta del regime, si optò per la sua conservazione secondo un'ottica storica prima che politica, apportandovi modifiche con parziali abbattimenti di parti non centrali e aggiunte in linea con le nuove esigenze. È oggi sede del Municipio VII di Roma.

## Eredità
L'Istituto, avente sede a Roma, partecipava inoltre alla produzione e diffusione di film e documentari destinati alle sale cinematografiche. 
Nel 2009 la società viene fusa con Cinecittà Holding S.p.A., costituendo una società per azioni, Cinecittà Luce S.p.A., che nel 2011 diventa Istituto Luce Cinecittà.
A partire da luglio 2012, una vasta collezione di filmati (circa 30 000) è stata messa a disposizione del pubblico, grazie a un accordo con Google, attraverso un canale YouTube.
L'archivio dell'Istituto, in forma di mediateca, è stato spostato in via Tuscolana 1055.
Dal 1995 al 2001 l'Istituto venne presieduto dall'amministratore delegato Angelo Guglielmi, critico letterario e saggista.

## Riconoscimenti
Nel 1993 l'Istituto Luce è stato insignito del Premio Brancati-Zafferana per la diffusione della cultura italiana nel mondo.